# فيتلوجسكي (كوستروما)
فيتلوزهسكيي (بالروسية: Ветлужский) هي مدينة في مقاطعة كوستروما أوبلاست في روسيا.
يبلغ عدد سكانها حوالي 13026 نسمة.